# Алексеев, Генрих Васильевич
Ге́нрих Васи́льевич Алексе́ев (род. 19.01.1939) — российский учёный, доктор географических наук (1992), профессор (1997), главный научный сотрудник — заведующий отделом (лабораторией) взаимодействия океана и атмосферы (с 1986 г.) ФГБУ «Арктический и антарктический научно-исследовательский институт». Занимается проблемами полярного климата и полярной океанологии. Награждён орденом «Знак Почёта» (1995), лауреат премии Росгидромета им. Ю. М. Шокальского (1986) за цикл работ по исследованию взаимодействия океана и атмосферы и премии РАН им. О. Ю. Шмидта (2004) за работы 2000—2003 гг., посвящённые исследованию изменений в климатической системе Арктики, имеет звание «Почётный работник Гидрометеослужбы России» (2009) и «Заслуженный деятель науки РФ» (2011). В 2009 году стал членом-корреспондентом РАЕН.
Лауреат премии Правительства Санкт-Петербурга за выдающиеся научные результаты в области науки и техники в 2020 году: в номинации география, науки об атмосфере и гидросфере — премия им. М. И. Будыко (Постановление Правительства Санкт-Петербурга от 21.12.2020 № 1115). За научные результаты в изучении изменений современного климата Арктики и их причин.

## Биография
После окончания ЛВИМУ им. адмирала Макарова (1961 год, квалификация: инженер-океанолог) работал в Арктической научно-исследовательской обсерватории в п. Тикси (Якутия) c 1961 по 1965 годы, занимался прогнозами колебаний уровня моря. В 1969 году защитил диссертацию «Физико-статистическое исследование колебаний уровня арктических морей» на соискание ученой степени кандидата физ.-мат. наук. В 1969 - 1973 гг. младший научный сотрудник, в 1970-71 гг. год работал океанологом и гидрохимиком на дрейфующей станции СП-16, в 1973-1981 старший научный сотрудник, в 1972—1989 гг. участвовал в 7 и руководил 4 морскими экспедициями по программам ПОЛЭКС и «Разрезы», в 1982-1986 руководитель лаборатории и с 1986 года – руководитель отдела взаимодействия океана и атмосферы. В 1982-1993 гг. руководил научными и экспедиционными исследованиями в Северо-Европейском бассейне, благодаря полученным данным им предложен метод мониторинга крупномасштабных океанологических полей, представленный в монографии «Натурные исследования крупномасштабной изменчивости в океане», и на основе полученных результатов в 1992 г. защитил диссертацию «Крупномасштабная изменчивость океана и колебания климата высоких широт» на соискание ученой степени доктора географических наук. В 1997 году получил звание профессора по специальности «океанология».
В 1993—2000 гг. входил в состав научно-координационной группы международной программы «Исследования Арктической Климатической Системы» (ACSYS), в 2002—2004 гг. в число авторов обзора «Оценка климатических воздействий в Арктике» (АСИА). С 2007 г. входит в состав экспертов по климату международной программы «Мониторинг и оценка Арктики» (AMAP). В 2005—2010 гг. участвовал в подготовке и реализации программы Международного полярного года (МПГ), главный редактор тома «Метеорологические и геофизические исследования» трудов по итогам МПГ (2011), член редколлегии журнала «Проблемы Арктики и Антарктики». В 2005—2008 гг. в рамках международных научных школ им прочитаны курсы лекций по проблемам полярной океанографии и изменений климата Арктики для студентов и аспирантов РГГМУ, в 2008 году представлены 12 докладов на российских и международных конференциях и симпозиумах.

## Научные труды и публикации
Г.В Алексеев автор около 150 научных работ (включая 11 монографий) по проблемам взаимодействия океана и атмосферы и динамики климата высоких широт Земли. Научные достижения связаны с приложениями статистических методов и моделей к анализу изменчивости климата, исследованиями структуры и динамики водных масс полярных океанов, изучением изменчивости климата под воздействием динамики в системе «океан-атмосфера-суша», исследованиями изменений в арктической климатической системе.

### Статьи
- Алексеев Г. В., А. С. Монин, Л. М. Фомин. А. В. Янес. Об изменениях климата у ворот Арктики. ДАН СССР, 1990, том 315, № 1, 197—200.
- Алексеев Г. В., Подгорный И. А., Священников П. Н. Адвективно-радиационные колебания климата. ДАН СССР, 1990, т.315, № 4, с.824-827.
- Алексеев Г. В., Подгорный И. А. Адвективно-радиационные колебания климата в системе атмосфера-океан-суша. //Изв. АН СССР, ФАО, −1991, -T.27, N10, -C.1120-1129.
- Алексеев Г. В., Подгорный И. А., Священников П. Н. Колебания отепляющего влияния океанов на глобальный климат. ДАН СССР, 1991, т. 320, № 1, с.70-73.
- Алексеев Г. В.. Взаимодействие океана и атмосферы в полярных районах. Проблемы Арктики и Антарктики, 1995, вып.70, с. 193—203.
- Алексеев Г. В., Иванов В. В., Кораблев А. А. Межгодовая изменчивость глубокой конвекции в Гренландском море. Океанология, 1995, т.35, N1, с. 45-52.
- Алексеев Г. В., Рябченко В. А. Воспроизведение сезонной изменчивости системы «морской лед-океан» в Арктическом бассейне. Изв. РАН, ФАО, 1996, т.32, N5, с.581-590.
- Alekseev G.V., Ivanov V.V., Zakharov V.F. and A.V. Yanes. The Arctic Ocean in the global climate system. Memoirs of Nat. Inst. of Polar Res., 1996, Special Irsue, N 51, p. 267-276.
- Алексеев Г. В., Мякошин О. И., Смирнов Н. П. Изменчивость переноса льда через пролив Фрама. Метеорология и гидрология, 1997, N 9, c.52-57.
- Алексеев Г. В., Булатов Л. В., Захаров В. Ф., Иванов В. В. Поступление необычно теплых атлантических вод в Арктический бассейн. Докл. РАН, 1997, т. 356, 401—403.
- Алексеев Г. В., Булатов Л. В., Захаров В. Ф., Иванов В. В. Тепловая экспансия атлантических вод в Арктическом бассейне. Метеорология и гидрология, 1998, N 7, 69-78.
- Alekseev G.V. (1998).Arctic climate dynamics in the global environment. WCRP-106. Proceedings of the ACSYS conference on polar processes and global climate (Rosario, Orcas Island, WA, USA, 3-6 November 1997), WMO/TD-No. 908, 11-14.
- Алексеев Г. В., Александров Е. И., Священников П. Н., Харланенкова Н. Е. Взаимосвязи колебаний климата в Арктике и в средних и низких широтах. Метеорология и гидрология, 2000, № 6, 5-17
- Алексеев Г. В., Рябченко В. А., Воспроизведение межгодовой изменчивости термодинамического и гидрологического циклов в Арктическом бассейне. Изв. РАН, ФАО, 2000, т. 36, 4, 514—525
- Алексеев Г. В., Йоханнессен О. М., Ковалевский В. В. О развитии конвективных движений под воздействием локальных возмущений плотности на поверхности моря // Известия АН. Физика атмосферы и океана. 2001. Т. 37. № 3. С. 368—377
- Alekseev G.V., Johannessen O.M., Korablev A.A., Ivanov V.V., Kovalevsky D.V. Interannual variability in water masses in the Greenland Sea and adjacent areas // Polar Research. 2001. V. 20(2). P. 201—208.
- Алексеев Г. В. Исследования изменений климата Арктики в XX столетии. Тр. ААНИИ, 2003, т. 446, 6-21.
- Алексеев Г. В., Кузьмина С. И., Анискина О. Г., Харланенкова Н.Е Естественные и антропогенные составляющие изменений приповерхностной температуры воздуха в Арктике в XX веке по данным наблюдений и моделирования. Тр. ААНИИ, 2003, т. 446, 22-30.
- Алексеев Г. В., Иванов Н. Е. Региональные и сезонные особенности потеплений Арктики в 1930-е и 1990-е годы. Тр. ААНИИ, 2003, т. 446, 41-47.
- Алексеев Г. В., Нагурный А. П. Влияние морского ледяного покрова на концентрацию двуокиси углерода в атмосфере Арктики в зимний период. ДАН, 2005, т. 401, № 6, 817—820.
- Алексеев Г. В., Фролов И. Е., Соколов В. Т. Наблюдения в Арктике не подтверждают ослабление термохалинной циркуляции в Северной Атлантике. ДАН, 2007, т. 413, № 2, 277—280.
- Алексеев Г. В., Нагурный А. П. Роль морского льда в формировании годового цикла двуокиси углерода в Арктике. // Доклады РАН. 2007. T. 417, № 4, с.541-544.
- Г. В. Алексеев, А. И. Данилов, В. М. Катцов, С. И. Кузьмина, Н.Е Иванов. Морские льды Северного полушария в связи с изменениями климата в ХХ и XXI веках по данным наблюдений и моделирования. Известия АН, сер. ФАО, 2009 , т. 45, № 6, с. 723—735.
- Фролов С. В., Федяков В. Е., Третьяков В. Ю., Клейн А. Э., Алексеев Г. В. Новые данные об изменении толщины льда в Арктическом бассейне. Доклады АН, 2009, т. 425, № 1, с. 104—108.
- Г. В. Алексеев, Н. Е. Иванов, А. В. Пнюшков, Н. Е. Харланенкова. Климатические изменения в морской Арктике в начале XXI века. В кн.: Вклад России в Международный полярный год 2007/08. Том «Метеорологические и геофизические исследования». Изд-во «Европейские издания». Москва, 2011. стр. 3-25.
- Алексеев Г. В., Лукьянова Р. Ю., Иванов Н. Е. Влияние флуктуаций и изменений солнечной активности на характеристики климата высоких и умеренных широт. Сб. «Солнечно-Земная физика». Изд-во Сибирского отд. РАН, вып.21(134), 2012 (в печати).

### Монографии
1. Алексеев Г. В. Натурные исследования крупномасштабной изменчивости в океане. Л.: Гидрометеоиздат, 1984. 112 с.
2. Структура и изменчивость крупномасштабных океанологических процессов и полей в Норвежской энергоактивной зоне. Ю. В. Николаев, Г. В. Алексеев, ред., 1989, Л., ГМИ, 128 с.
3. Алексеев Г. В., Священников П. Н. Естественная изменчивость характеристик климата Северной полярной области и северного полушария. Л., ГМИ, 1991, 159 с.
4. Алексеев Г. В., Подгорный И. А., Священников П. Н., Хрол В. П. Особенности формирования климата и его изменчивости в полярной климатической системе атмосфера-морской лед-океан. Гл. 1 в кн. Климатический режим Арктики на рубеже ХХ и XXI вв. Под ред. Б. А. Крутских. Л., Гидрометеоиздат 1991, с..4-29.
5. Алексеев Г. В., Макштас А. П., Нагурный А. П., Савченко В. Г., Хрол В. П., Иванов Б. В. Взаимодействие океана и атмосферы в Северной полярной области. Под ред. акад. А. Ф. Трешникова и кфмн Г. В. Алексеева. Л., Гидрометеоиздат, 1991, 176 с.
6. Закономерности крупномасштабных процессов в Норвежской энеогоактивной зоне и прилегающих районах. СПб, Гидрометеоиздат, 1994, 213 с. Под ред. Г. В. Алексеева и П. В. Богородского
7. Alekseev G.V. The influence of Polar Oceans on interannual climate variations. Polar Ocean and their Role in shaping of Global environment, ed. by O.M. Johannessen et. al., Washington, D.C., Geophys. Monograph 85, AGU, 1994, 327—336.
8. Alekseev G.V., Bulatov L.V., Zakharov V.F. 2000: Freshwater freezing/melting cycle in the Arctic Ocean. In: E.L. Lewis et al. (eds.) The Freshwater Budget of the Arctic Ocean. Kluwer Academic Publishers, 589—608.
9. Arctic Ocean and sea ice. In: Arctic Environment Variability in the Context of the Global Change. Edited by L.P.Bobylev, K.A. Kondratyev and O.M. Johannessen. Springer-Praxis, 2003, pp. 107–236. Co-authors: Johannessen O.M., A.A. Korablev, A.Y. Proshutinsky.
10. Формирование и динамика современного климата Арктики. Под ред. проф. Г. В. Алексеева. СПб., Гидрометеоиздат, 2004, с.27-46.
11. Alekseev G.V., S.I. Kuzmina, A.P. Nagurny, N.E. Ivanov. Arctic sea ice data sets in the context of the climate change during the 20th century. In «Climate variability and extremes during the past 100 years». Series: Advances in Global Change Research, 2007, Vol.33, p. 47-63.